# МАЗ-241
МАЗ-241 — белорусский автобус малого класса производства Минского автомобильного завода. Выпускался в пригородной и школьной модификациях в 2013—2018 годах, произведено по меньшей мере 948 экземпляров.
Модель была разработана в рамках программы создания школьного автобуса. Впервые автобус был представлен в 2011 году. Серийное производство началось в 2013 году. Автобус оснащался двигателем ISF3.8s (Cummins, 177 л.с.) или ММЗ Д-245.35Е4 (Минский моторный завод, 170 л.с.). Модели с белорусским двигателем имеют обозначение МАЗ-241.000 (пригородный) и 241.S00 (школьный), с американским — МАЗ-241.030 (пригородный) и 241.S30 (школьный). Максимальная скорость с двигателем Cummins составляет 116 км/ч, с двигателем ММЗ — 107 км/ч (в школьной модификации установлено принудительное ограничение скорости в 60 км/ч). Предполагается, что на российский рынок ориентировались автобусы с двигателем Cummins, на белорусский — с отечественным ММЗ. В одной из опытных моделей (241096) использовался двигатель Navistar MWM. Дверь общая для пассажиров и водителя, имеется также аварийная дверь в задней части автобуса. Над пассажирскими креслами установлены индивидуальные воздуховоды и блоки управления.
Несмотря на преимущественно благоприятные отзывы на МАЗ-241, модель оказалась дороже основных конкурентов, и в дальнейшем завод-изготовитель вернулся к использованию шасси среднетоннажных грузовиков для производства пригородных автобусов (МАЗ-257).

## Модификации
| Название    | Тип КПП        | Модель КПП      | Модель двигателя     | Экостандарт | Годы выпуска | Примечание             |
| ----------- | -------------- | --------------- | -------------------- | ----------- | ------------ | ---------------------- |
| МАЗ-241.000 | механическая   | Fast Gear 6j70T | ММЗ Д-245.35         | Евро-4      | 2011-2018    |                        |
| МАЗ-241.030 | механическая   | Fast Gear 6j70T | Cummins ISF3.8s      | Евро-4      | 2011-2018    |                        |
| МАЗ-241.096 | автоматическая | Allison T260w   | Navistar MWM.4.12TCE | Евро-3      | 2010         | единственный экземпляр |
| МАЗ-241.S00 | механическая   | Fast Gear 6j70T | ММЗ Д-245.35         | Евро-4      | 2014-2015    | школьный               |
| МАЗ-241.S30 | механическая   | Fast Gear 6j70T | Cummins ISF3.8s      | Евро-4      | 2013-2017    | школьный               |